# Wilanagara
Wilanagara is een bestuurslaag in het regentschap Kuningan van de provincie West-Java, Indonesië. Wilanagara telt 3684 inwoners (volkstelling 2010).